# Traverhyphes
Traverhyphes is een geslacht van haften (Ephemeroptera) uit de familie Leptohyphidae.

## Soorten
Het geslacht Traverhyphes omvat de volgende soorten:
- Traverhyphes chiquitano
- Traverhyphes edmundsi
- Traverhyphes frevo
- Traverhyphes indicator
- Traverhyphes nanus
- Traverhyphes pirai
- Traverhyphes yuati
- Traverhyphes yuqui